# Alrekstad

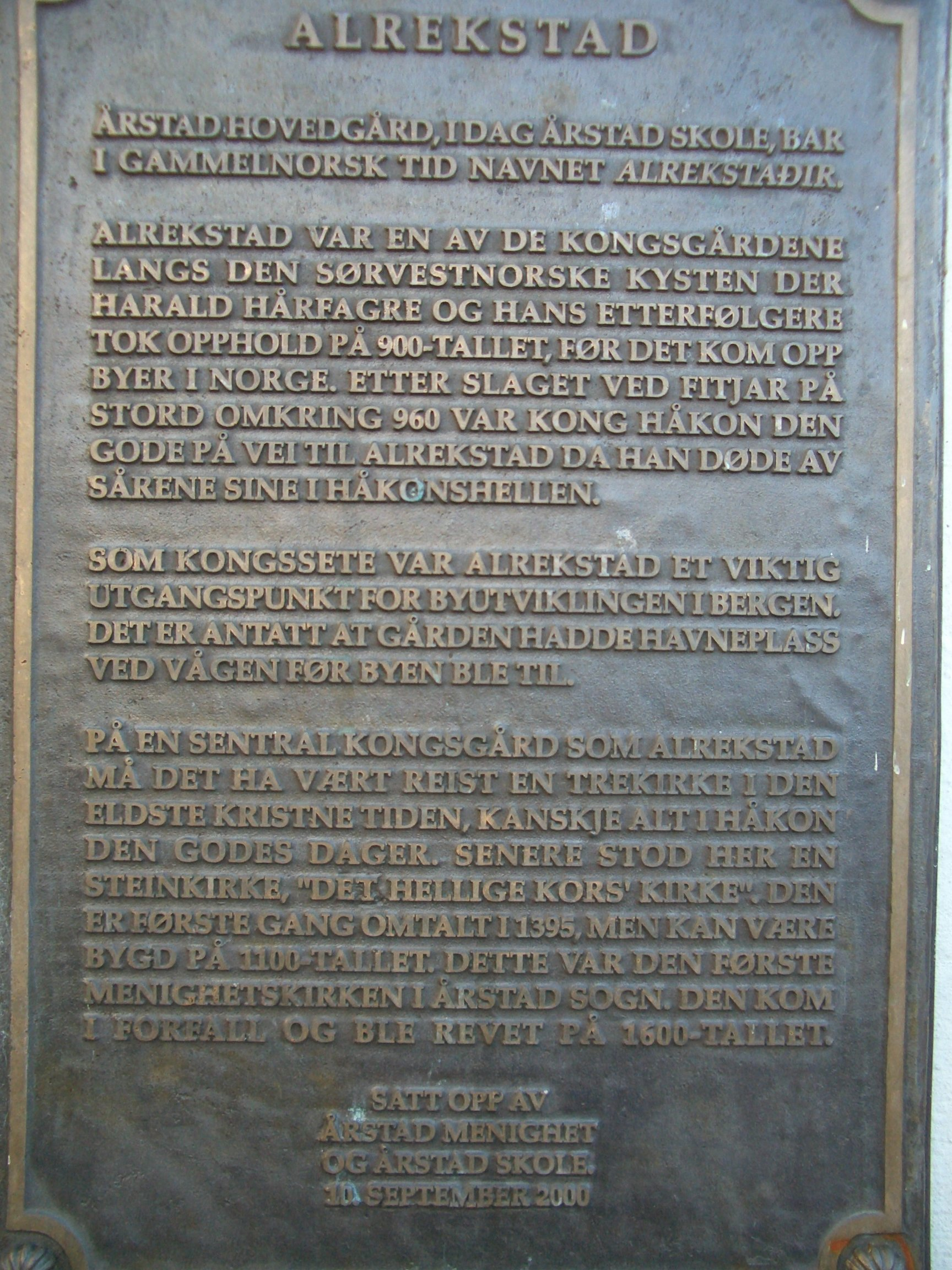
Targa presente sull'odierna Årstad Alternative School, con descritta parte della storia di Alrekstad

Alrekstad (Kongsgården på Alrekstad) fu una delle maggiori proprietà del re sulla costa occidentale della Norvegia all'inizio del Medioevo.

## Storia
Alrekstad si trovava ai piedi del monte Ulriken, una montagna di Bergen, Norvegia. Re Harald Hårfagre vi prese la residenza nel X secolo. Dopo la battaglia di Fitjar (Slaget ved Fitjar på Stord) del 960, re Håkon il Buono si stava dirigendo ad Alrek, ma morì a Håkonshella.
In quel periodo la proprietà era la casa di re Erik I di Norvegia e di re Haakon I di Norvegia. In seguito il fondatore di Bergen, re Olaf III, governò la città da Alrekstad per 26 anni. Alrekstad perse importanza quando re Øystein I di Norvegia trasferì la sede ad Holmen, all'interno delle mura cittadine. La residenza del re fu spostata vicino al mare, dove fu eretta Håkonshallen. Attorno al 1300, il terreno e l'edificio furono concessi al monastero di Nonneseter.

## Etimologia
Secondo la Norsk Stadnamnleksikon (Enciclopedia Norvegese dei Toponimi), Álreksstaðir deriverebbe da Ulriken piuttosto che da Alrekr.

## Situazione attuale
Il nome Alrekstad si è evoluto nell'attuale Årstad, nome odierno di un sobborgo della città di Bergen. La posizione di oggi (definita "Årstadvollen") è subito fuori dal borgo di Årstad. Le case della proprietà originale erano probabilmente poste dove oggi si trova la Haukeland skole (scuola elementare di Haukeland). Il fiume sottostante (oggi chiamato Store Lunggårdsvann) era allora definito Alrekstad (Alrekstadvannet).
L'autore norvegese Gunnar Staalesen ha manifestato l'idea di scrivere una sceneggiatura ambientata su Alrekstad. Il 10 settembre 2000, una targa commemorativa fu inaugurata all'entrata della Årstad Alternative School.